# Verlicht despotisme

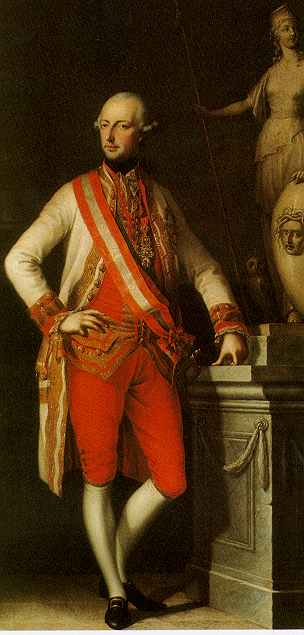
Jozef II van het Heilige Roomse Rijk.

Verlichte despotisme of verlicht absolutisme is een regeringsvorm uit de tweede helft van de achttiende eeuw die gehanteerd werd door vorsten die tijdens de Verlichting bereid waren om een aantal ideeën van deze beweging uit te voeren. De despoten hielden wel de macht in handen. Ze vonden dat ze deze macht nodig hadden om de staat goed te kunnen besturen, maar zij hielden meer rekening met de belangen van de bevolking dan andere koningen ("alles voor het volk, niets door het volk"). Verlichters werden aan de hoven van de vorsten in deze landen uitgenodigd. In twee Europese landen was er geen sprake van verlicht despotisme. In Frankrijk leidde de absolute macht van de Bourbons tot de Franse Revolutie en in het Verenigd Koninkrijk was de macht van de monarchie reeds in de zeventiende eeuw drastisch beperkt ten voordele van het parlement.
Het verlicht despotisme heeft zijn grootste betekenis gehad in Oostenrijk onder Maria Theresia en haar zoon en opvolger Jozef II, in Pruisen onder Frederik de Grote en in Rusland onder Catharina II.

## Frederik de Grote
Frederik de Grote, koning van Pruisen en tevens tijdgenoot en bewonderaar van de schrijver Voltaire, schreef over het koningschap: "De vorst moet steeds bedenken, dat hij maar een mens is, net als zijn onderdanen. Als hij de belangrijkste rechter, de belangrijkste generaal, de belangrijkste minister en de rijkste van zijn land is, dan moet hij daar iets goeds mee doen. Hij is alleen maar de eerste dienaar van de staat."
Frederik de Grote schafte onder andere de pijnbank af, voerde een beperkte persvrijheid in, gaf christelijke minderheden meer vrijheid en schafte de horigheid af op zijn eigen grondbezit. Hij bleef echter wel een absolute vorst.

## Catharina de Grote
In Rusland kwam Catharina de Grote in het jaar 1762 aan de macht. Zij correspondeerde met Voltaire en Diderot. Ze liet West-Europese architecten in Rusland paleizen en schouwburgen bouwen. Er kwam naar West-Europees voorbeeld een Academie van Wetenschappen en het onderwijs werd uitgebreid. In het bestuur bleef ook zij almachtig. Van de scheiding van de machten van Montesquieu moest zij niets hebben.